# Rafael María Baralt
Rafael María Baralt Pérez (Maracaibo, 3 de julio de 1810-Madrid, 4 de enero de 1860) fue un historiador, periodista, escritor y poeta  venezolano. Autor del primer diccionario de galicismos del idioma español y primer hispanoamericano en ocupar un sillón en la Real Academia Española.

## Biografía

### Inicios
Su nacimiento ocurrió en medio del movimiento de independencia de Venezuela, provincia de la Corona española por más de tres siglos. Era hijo del coronel venezolano Miguel Baralt y de Ana Pérez, oriunda de Santo Domingo (República Dominicana) y no tuvieron más hijos. Debido a las vicisitudes políticas de aquel tiempo de guerra, la familia Baralt Pérez se trasladó a Santo Domingo, donde transcurrió la mayor parte de la niñez de Rafael Baralt.
La familia regresó a la ciudad de Maracaibo en 1821, donde Baralt vivió durante cinco años. En 1827 su tío paterno, Luis Baralt, lo llevó a la ciudad colombiana de Bogotá para comenzar sus estudios superiores.

### Estudios y vida pública
Fue estudiante de la célebre Universidad Santo Tomás donde cursó los estudios de latín y de filosofía y obtuvo el título de bachillerato en 1830. Desde entonces formó parte de la política y la milicia venezolana contra los reformistas en 1835, llegando al rango de capitán de artillería, para luego ocupar un cargo en el Ministerio de Guerra.
En 1840 viajó a París para editar su Resumen de la Historia de Venezuela y Diccionario de galicismos.
El 13 de septiembre de 1841 se fue definitivamente de Venezuela. Primero viajó a Londres y luego se radicaría en Sevilla y en Madrid. Allí realizó la mayor parte de su abundante obra literaria. Entre sus obras ocupa un lugar importante su oda 'Adiós a la Patria', considerada de una impresionante riqueza poética. También ocupó importantes cargos en el Reino de España, como director de la Gaceta de la Corona y administrador de la Imprenta Nacional.
Elegido académico de número de la Real Academia Española. Su discurso de ingreso Juicio crítico al marqués de Valdegamas (1853) trató sobre la figura de Juan Donoso Cortés. 
Junto con Ventura de la Vega, Ramón Campoamor y Guillermo Morphy, Baralt asistió a las tertulias literarias organizadas por el influyente crítico literario Manuel Cañete, que tuvieron lugar en la calle Atocha, n.º 65. En estas, según señala Salcedo, "Morphy tocaba el piano y exponía sus disquisiciones histórico-musicales, y Baralt daba a conocer no sólo sus poesías sino las de Bello, Olmedo, Pardo, Toro y otros hispanoamericanos". Con Cañete escribió Odas a S. M. la Reina Doña Isabel II, publicadas en 1851.
Murió el 4 de enero de 1860 en Madrid, sin haber cumplido los cincuenta años de edad. Moralmente abatido tras un juicio que se le siguió en Madrid —pese a que se le reivindicó públicamente— no resistió más de tres años hasta su muerte.
Fue también redactor, en febrero de 1829, del periódico zuliano El Patriota del Zulia. No fue sino hasta 1842 (tenía treinta y dos años de edad), cuando inicia su obra poética, que lo convierte en uno de los zulianos más destacados. 'Adiós a la Patria', su poema más importante y extenso, contiene estrofas que irá agregando hasta los días cercanos a su muerte:

Tierra del sol amada
Donde inundado de tu luz fecunda
En hora malhadada
Y con la faz airada
Me vio el lago nacer que te circunda.

Las últimas estrofas del poema son las siguientes:

No te duela mi suerte,
No maldigas mi nombre, no me olvides
Que, aún vecino a la muerte,
Pediré con voz fuerte
Victoria a Dios para tus justas lides

Dichoso yo si un día
A ti me vuelve compasivo el cielo,
I me da, patria mía
Digno sepulcro en tu sagrado suelo

Después de su muerte, sus restos se extraviaron. Aunque el Senado venezolano le había concedido el derecho a ser sepultado en el Panteón Nacional en 1943, no fue hasta el 24 de noviembre de 1982 cuando sus restos finalmente regresaron a Venezuela e ingresaron en el Panteón Nacional, después de haber pasado una noche en la alcaldía de su Maracaibo natal.
En 1982 fue fundada en la ciudad de Cabimas, en la Costa Oriental del Lago de Maracaibo, una universidad que actualmente lleva su nombre: Universidad Nacional Experimental Rafael María Baralt (UNERMB).

## Bicentenario de su nacimiento
El 4 de julio de 2010, en las instalaciones del Teatro Baralt en Maracaibo, se realizó un acto con motivo del bicentenario del prócer zuliano, el discurso de orden estuvo a cargo de Julio Portillo, presidente de la academia de la historia del Zulia, destacó las actividades en las cuales se involucró Baralt.
Resaltando la jurisprudencia sobre el secreto de la correspondencia diplomática, originada a raíz del éxito en la corte de Baralt contra la causa interpuesta en su contra, así mismo se destacó el hecho que recibió como homenaje ser proclamado hijo de la República Dominicana.
Comentó también sobre su rol como político cuya obra ya se orientaba hacia lo que posteriormente sería enunciado como el bien común y su disyuntiva hacia lo que sería conocido como el materialismo histórico, su trabajo se orientaba hacia la descentralización política y administrativa de las regiones, junto con el general Urdaneta fue responsable del reconocimiento de la independencia del Zulia y Venezuela, acción autorizada por medio de pasaportes zulianos, pues para la época Venezuela no era reconocida como nación soberana aún.
Durante el cierre de la actividad se hizo un llamado a los intelectuales del Zulia para que en once años se elaborara la agenda del Zulia por venir y de esta forma iniciar la celebración del bicentenario de la independencia del estado.

### Obras
- Adiós a la Patria. Sevilla, 1842.

### Poesías
- A Alberto Lista (¡Bien haya la piedad que augusta ofrenda)
- A Cristóbal Colón (¿Quién La fiereza insulta de mis olas?)
- A Dios (Perlas son de tu manto las estrellas)
- A Dios (Cielos, orbes y abismos reverentes)
- A la batalla de Ayacucho (¡Mudo EL cañón, del campo fratricida!)
- A la memoria de don Alberto Lista y Aragón (¡Levanta de tu tumba, oh de la hispana)
- A la muerte de Judas (De su traición el peso infame a tierra)
- A la Santa Cruz (1) (Fuiste suplicio en que a morir de horrenda)
- A la Santa Cruz (2) (Suplicio fuiste en que a morir de horrenda)
- A la Santa Cruz (3) (Alto Portento del amor divino)
- A la señorita venezolana Teresa G. (Si del Guaire gentil en la ribera)
- A S. M. la reina doña Isabel II (Vierte tu sangre con furor insano)
- A Sevilla (Deja los juegos ya; deja de amores)
- A Simón Bolívar (1) (Él fue quien fulminando el hierro insano)
- A Simón Bolívar (2) (Fiero en la lid y en la victoria humano)
- A un ingenio de estos tiempos (Soy incapaz, Ernesto, de engañarte:)
- A un plagiario (Tranquilízate, amigo, tus escritos)
- A una señorita con motivo de haber entrado en religión (En la cándida frente el sacro velo)
- A una tonta (Nadie lo niega, Elisa, y yo el primero,)
- Adán en la redención (Cuando al morir Jesús, en su cimiento)
- Al nacimiento de la Princesa de Asturias (¡La Reina es madre! Venturoso día)
- Al señor Conde de San Luis (Sublima al cielo la sagrada frente)
- Al sol (1-Baralt) (Mares de luz, ¡oh sol!, en la alta esfera)
- Al sol (variante del anterior) (Mares de luz por la sonante esfera,)
- Contestando a una invitación (No niego la costumbre: menos niego)
- El mar (Te admiro, ¡oh mar!, si la movible arena)
- El viajero (Ave de paso que vagando gira)
- Imprecación al sol (¡Rey de los astros, eternal lumbrera,)
- La bombardeo de Barcelona en 1843 (De un eco en otro sordo retumbado)
- Luzbel en la redención (Muere Jesús y al punto estremecida)
- La redención (Cuando del pecho en la garganta helada)

### Ensayos
- Resumen de la Historia de Venezuela (1841, escrito junto a Ramón Díaz)
- Poesías
- Diccionario matriz de la lengua castellana (1850)
- Diccionario de galicismos (1855)